# Vassili Batiaïev
Vassili Sergueïevitch Batiaïev (en russe : Василий Сергеевич Батяев) est un aviateur soviétique, né le 11 février 1920 et décédé le 28 mai 1970. Pilote de chasse et As de la Seconde Guerre mondiale, il fut distingué par le titre de Héros de l'Union soviétique.

## Carrière
Vassili Batiaïev est né le 11 février 1920 au village de Tienevo, dans l'actuelle oblast de Penza. Il rejoignit les rangs de l'Armée rouge en 1938 et fut breveté pilote au Collège militaire de l'Air de Katcha, en Crimée, en 1940.
Il participa au combat de la Seconde Guerre mondiale dès juin 1941, comme leitenant (sous-lieutenant) au 88.IAP (régiment de chasse aérienne), obtenant sa première victoire, un Messerschmitt Bf 109, le 31 juillet 1941. Nommé peu après starhii leitenant (lieutenant) et commandant d'escadrille au 54.GuIAP (régiment de la Garde), il participa à la bataille de Stalingrad (septembre 1942-mars 1943), puis aux combats pour Orel, Kharkov (1943), Bobrouisk (1944) et enfin à la bataille de Berlin, en avril-mai 1945.
Au cours de ses combats il avait successivement volé sur I-16, LaGG-3 et P-39 Airacobra.
Ayant terminé la guerre comme kapitan (capitaine), Vassili Batiaïev demeura dans l'armée, ne prenant sa retraite, comme major (commandant) qu'en 1961. Il est décédé le 28 mai 1970 à Kharkiv, en RSS d'Ukraine.

## Palmarès et distinctions

### Tableau de chasse
Vassili Batiaïev est crédité de 26 victoires homologuées, dont 19 individuelles et 7 en coopération, obtenues au cours de 639 missions et 234 combats aériens.

### Décorations
- Héros de l'Union soviétique le 15 mai 1946 (médaille no 6204)
- Ordre de Lénine
- Quatre fois décoré de l'ordre du Drapeau rouge
- Ordre d'Alexandre Nevski
- Ordre de l'Étoile rouge